# Mladý svět
Mladý svět byl týdeník, který vycházel od roku 1959. Do roku 1970 jej vydával Československý svaz mládeže (ČSM) ve svém účelovém (od r. 1964 hospodářském) zařízení, v nakladatelství a vydavatelství Mladá fronta (MF). Ta se v roce 1970 stala hospodářským zařízením Socialistického svazu mládeže, nové jednotné mládežnické organizace.
Mladý svět byl jedním z nejčtenějších československých časopisů – v nejpříznivějších dobách vycházel ve statisícových nákladech. Po celou dobu své existence (míněno 1959–1993) patřil k nejvýraznějším společenským týdeníkům. V podmínkách tiskové nesvobody se pokoušel o progresivní žurnalistiku z hlediska témat i z hlediska žánrů.
Současným vydavatelem Mladého světa je Mediální skupina A 11.

## Charakteristika
V Mladém světě působila řada významných novinářů – například český fejetonista Rudolf Křesťan (Pracoval v redakci od roku 1964, nejprve v kulturní rubrice, později jako reportér, od roku 1986 jako redaktor v oddělení dopisů, v roce 1990 se stal zástupcem šéfredaktora a byl zvolen předsedou představenstva a. s. Mladý svět.), publicista Petr Hora-Hořejš, scenárista a spisovatel Radek John, reportér Josef Velek a další. Zejména svými rozhovory se zahraničními umělci a vědci přispíval Petr Adler.
Působili v něm například fotožurnalisté Oldřich Škácha, Leoš Nebor, Jan Bartůšek, Pavel Dias, Miroslav Hucek, Karel Cudlín, Miroslav Zajíc nebo Jan Šibík. Publikovali nejen záběry ze všedního dne, ale také několikastránkové reportáže a fotoeseje ze života mladých lidí, záběry z celého Československa i momentky z cest.
Od roku 1974 do roku 1993 byl členem redakce typograf, ilustrátor, grafik a výtvarný redaktor Vladimír Nagaj.
Mladým umělcům a spisovatelům, kteří vynikli ve svém oboru, uděloval časopis ocenění Bílá vrána. Byli tak oceněni např. herec Bolek Polívka spisovatelka Alexandra Berková (Knížka s červeným obalem, 1986), dramaturgyně Marie Říhová (televizní hra o korupci, 1988)
V redakci časopisu se zrodila mj. celostátní čtenářská anketa Zlatý slavík. Duchovním otcem myšlenky soutěže byl redaktor Mladého světa Ladislav Smoljak. O názvu se radila a rozhodla celá redakce. „Chtěli jsme, aby se dal [název] vtělit i do nějakého předmětu, který by vítěz dostal na památku. Padaly různé návrhy – vzpomínám si na Zlaté hrdlo, které bychom zhmotnili zlatým hrdlem skleněné lahve. Nakonec se objevil Zlatý slavík a jeho ztvárnění dětským pískátkem.“ Prvního zlatého slavíka získal Waldemar Matuška s písní Jiřího Šlitra a Jiřího Suchého „Láska nebeská“. Anketa přežila do dnešních dob pod názvem Český slavík.
Nápadem redakce MS bylo mj. i uspořádání celostátní ankety Mistr Československo, která se uskutečnila v roce 1970. Vítězem se stal Pavel Petýrek, mj. člen hospodské přístolní společnosti Společnost Zlatá Praha. Protože anketa byla pánskou variantou soutěže krásy Miss Československo (zahájené rokem 1967), uváděl se název soutěže i Misstr Československo.
Z kampaně týdeníku zůstal známý slogan: Už jsi čet‘ Mladý svět?

### Magazín Mladého světa
- Magazín mladého světa: 1961: K vodě i pod vodou. 1. vyd. Praha: Mladá fronta, 1961. 150 s., [6] s.
- Magazín Mladého světa: Ze třetí planety; léto 1962. 1. vyd. Praha: Mladá fronta, 1962. 125, [1] s. Ed. Josef Holler. [Navazuje na Magazín Mladého světa, léto 1962, s podnázvem: K vodě i pod vodou.] [ Též stati: 8. Světový festival mládeže a studentstva, Helsinky 1962.]
- Magazín Mladého světa o dvou (pro všechny). 1. vyd. Sest. kolektiv redakce, odpovědný red. Josef Holler. Praha: Mladá fronta, 1964. 96 s., [46] s. obr. příl. [Knížka pestrého, veselého i vážného čtení, fotografií a kreseb na téma dvojice všeho druhu v životě i umění, divadle, rozhlase, televizi, sportu i filmu.] Příloha Písničky pro dva: Magazín Mladého světa na rok 1964.
- Magazín Mladého světa: 1970. 1. vyd. Ed. Karel Šmíd. Praha: Mladá fronta, 1970. 80 s. Knihovna Mladého světa, sv. 1.
- LIPČÍK, Roman. Rady pro vás i pro kočku: Magazín Mladého světa. Ilustroval Vladimír Jiránek. Praha: ÚV SSM v Mladé frontě, 1989. 96 s.
- HORA-HOŘEJŠ, Petr. Magazín Mladého světa. Vánoce jedna báseň. Ilustroval Vladimír Nagaj. Praha: ÚV SSM v Mladé frontě, ©1989. 96 s.
- TŮMA, Jaroslav. Echo ze zahraničí: Magazín Mladého světa. 1989. 96 s. [Pět kapitol z historie populární hudby.]
- PROCHÁZKA, Zdeněk a ŠTĚTINA, Jaromír. Magazín Mladého světa: Souostroví naděje: po stopách stalinských koncentračních táborů na Kolymě. Praha: Mladá fronta, 1990. 94 s.
- KOCÁB, Michael a CHUCHMA, Josef. Michael Kocáb: zpověď muže v ohrožení: Magazín Mladého světa. Praha: Mladý svět, 1991. 62 s.[10]

### Aktuality Mladého světa
Aktuality Mladého světa byla ediční řada nakladatelství a vydavatelství Mladá fronta (MF) v letech 1964–1966.
- ČERNÝ, Jiří, ed. Zpěváci před soudem: aktuality Mladého světa. Praha: Mladá fronta, [1964]. 61, [1] s. Aktuality Mladého světa. [Album třiceti zpěvaček a zpěváků, kteří se nejlépe umístili v anketě Mladého světa.][11]
- COŇK, František, ed. a HUCEK, Miroslav, ed. Šest strun v údolí; Písničky; Zálesák si vaří; Uzlování-lasování; Povídky. Praha: Mladá fronta, 1964. 60 s. Aktuality Mladého světa, č. 2.
- DOBIÁŠ, Jan, ed. Sparta je, když je Slavia: aktuality Mladého světa. Praha: Mladá fronta, 1966. 62 s.
- HORÁKOVÁ, Ljuba, ed. a LAMAROVÁ, Milena. Aktuality Mladého světa o módě. Praha: Mladá fronta, 1966. 62 s.

### Knihovna Mladého světa
Knihovna Mladého světa byla ediční řada nakladatelství a vydavatelství Mladá fronta (MF) v roce 1970.

## Osud Mladého světa po sametové revoluci
V roce 1990 se Mladý svět vydělil z vydavatelství Mladá fronta. Dne 28. září 1990 byla do obchodního rejstříku zapsána akciová společnost Mladý svět. Členy představenstva se stali v období 1990 až 1995 Luboš Beniak, Jaroslav Dvořák, Michal Horáček, Jiří Janoušek, Rudolf Křesťan, Vladimír Lederer a Vladimír Nagaj.
V letech 2002–2004 časopis vydávala FTV Premiéra, následně do roku 2005 FTV Prima ze skupiny GES. Náklad časopisu však postupně klesal, Mladý svět se potácel na pokraji zániku, skupina GES se ho snažila zbavit.
V roce 2005 časopis koupila společnost Mediacop Sebastiana Pawlowského. Ukázalo se, že Pawlowski měl zájem jen o databázi předplatitelů, o čemž se předem spekulovalo. Hned v květnu 2005 přestal Mladý svět vycházet a byl sloučen s časopisem Instinkt. Časopis Mladý svět tak přestal po 46 letech vycházet. Předplatitelé místo něj dostali do schránek týdeník Instinkt s dvojobálkou – na první pohled vypadal jako Mladý svět, ovšem po otevření našel čtenář Instinkt s dopisem od vydavatele.
V roce 2011 přešly ochranné známky do vlastnictví společnosti Empresa Media Jaromíra Soukupa. Ten dál vydával Instinkt jako týdeník, později změnil periodicitu na měsíčník. V roce 2019 přestal Instinkt vydávat, ale začátkem roku 2021 rozhodl o jeho obnovení.
V listopadu 2020 značku Mladého světa od Empresy koupilo vydavatelství A11 Aleše Zavorala a 18. února 2021 začal opět pravidelně vycházet jako týdeník.

## Předchůdce
Mladý svět – týdenní noviny pro mládež – vycházel již v letech 1929–1945.
 Některé ročníky jsou dostupné online. 

Příklad tiráže čísla 1 z roku 1939, ročník jedenáctý:
Majitel a vydavatel Státní nakladatelství v Praze II., Ostrovní 24. – Tištěno v Státním nakladatelství v Praze. – Redakční sbor: Oktáv Mikan, Jan Hostáň, Jaromír Hořejš, Václav Medonos a Jaroslav Růžička. – Odpovědný redaktor Oktáv Mikan. – Vychází v úterý mimo prázdniny. – Rukopisy se nevracejí. – Otiskování dovoleno jen s udáním pramene. – Předplatné na ročník (36 čísel) 10 K. Jednotlivé číslo 30 hal. – Číslo účtu poštovní spořitelny 36.369. – Redakce, administrace a expedice v Státním nakladatelství, Praha II., Ostrovní 24, číslo telefonu 43–565, 43–661. – Novinová sazba povolena výnosem ředitelství pošt a telegrafů č. 277.730-VII-29 ze dne 14. prosince 1929. Dohlédací poštovní úřad Praha 25.

## Zajímavosti
- V Brně vycházel šest let Mladý svět s podtitulem Časopis mládeže československé,[18] od 16. čísla s podtitulem Časopis dětský. Vydával jej Ústřední spolek Jednoty učitelů na Moravě a ve Slezsku, patrně jako měsíčník (příp. 10 čísel ročně). Hlavním redaktorem byl Josef Přibyl, od 3. ročníku František Pražák. Časopis byl pokusem o moderní dětský časopis, zpočátku v podobě blízké novinám. Během vydávání 2. ročníku se jednotlivá čísla začala zaměřovat k jednomu ústřednímu tématu, např. Morava dětem, Severské číslo, Jaro, Francie, Číslo psané dětmi. (Pokud později nebyla čísla časopisu tematicky zaměřená, nesla v podnázvu označení měsíce vydání; v roč. 1922–1923 únor, červen.) Od 3. ročníku mělo periodikum spíše podobu beletristického časopisopisu – otiskovalo ukázky z díla domácích a zahraničních klasiků i tehdy moderních autorů. V souladu s přesvědčením J. Přibyla (neuznával vydělování dětské literatury) byly vybírány ukázky z beletrie pro dospělé; pandánem byly rozhovory s dětmi a dětské práce. V prvním roce bylo vydáno i samostatné 13. číslo, oslavující březnové (1921) 71. narozeniny T. G. Masaryka. Časopis byl státotvorný, podporoval prrvorepublikový status quo.[19]
- V Praze vycházel v letech 1929–1945 Mladý svět (původně Dětské noviny jako příloha Národní práce) s podtitulem Týdenní noviny pro mládež, později (roč. 14–16) Noviny pro mládež. Periodicita se měnila, původní týdeník se změnil na čtrnáctideník (14. a 15. roč.) a v posledním roce vydávání měsíčník (16. roč.). Vydavatelem bylo Státní nakladatelství v Praze, od 11. do 16. ročníku Školní nakladatelství pro Čechy a Moravu. Časopis vedli Alois Majer (1.–5. roč.), Oktáv Mikan (6.–13. roč.) a Vratislav Lány (14.–16. roč.).[20]
- Začleněním do Mladého světa zanikl časopis Vysokoškolský sport: zpravodaj TJ Slavia VŠ Praha (Praha: Mír, 1959).
- První oficiální zmínka o existenci a fungování neoficiálního spolku a sdružení přátel – společnosti Zlatá Praha – se objevila záhy po jejím založení právě v Mladém světě.[21]